# Smelowskia heishuiensis
Smelowskia heishuiensis är en korsblommig växtart som först beskrevs av Wen Tsai Wang, och fick sitt nu gällande namn av Al-shehbaz och S.I. Warwick. Smelowskia heishuiensis ingår i släktet Smelowskia och familjen korsblommiga växter. Inga underarter finns listade i Catalogue of Life.